# Chingling
Chingling is een psychische Pokémon uit de vierde generatie, ook wel de Diamond en Pearl-generatie genoemd. Deze Pokémon heeft als Nationaal nummer 433 en als Sinnoh nummer 82. De verdeling mannelijk/vrouwelijk is 50/50.

## Uiterlijke kenmerken
Het is een Pokémon die op een bel lijkt. Zijn hoofdkleur is geel, met rood/witte "touwen". In Shiny-vorm is het geel wat lichter van kleur en het rood aan de "touwen" is oranje.

## Evolutie
Deze Pokémon evolueert maar één keer, namelijk in Chimecho. Dit gebeurt op het Blijheidslevel, maar enkel 's nachts. Hoewel Chimecho al in de derde generatie aanwezig was, is Chingling dat pas vanaf de vierde.

## In het wild
Mogelijk item: Colbur Berry (5%)
- Diamond/Pearl: Route 211, Lake Valor, Mt. Coronet, Lake Acuity
- Platinum: Route 211, Mt. Coronet, Sendoff Spring, Turnback Cave

## Pokédex-omschrijving
- Diamond: Chingling zendt schreeuwen uit door het slaan tegen de bol achter in zijn keel. Hij beweegt met sierlijke sprongetjes.
- Pearl: Elke keer dat Chingling hopt, maakt hij een ringend geluid. Hij verdooft vijanden met irriterende hoge-frequentie schreeuwen.
- Platinum: Er is een bol in Chinglings mond. Wanneer hij hopt, rolt de bol en maakt een ringend geluid

## Tekenfilmreeks
In de tekenfilmreeks komt Chingling maar twee keer voor. Hij komt wel voor in film 10: De Opkomst van Darkrai